# D 380 (Türkei)
|Die Straße D 380 (Devlet yolu 380) ist eine 158 km lange Straße in der Türkei. Sie beginnt bei der Provinzhauptstadt Mardin an der Straße D 950, lässt die D 955 nach Süden abzweigen und führt nach Midyat, wo die D 955 von Batman kommend auf sie trifft. Sie führt weiter durch den Tur Abdin über İdil nach  Cizre an der Grenze zu Syrien, wo sie auf die D 400 (Europastraße 90) trifft und in die zur Grenze des Irak führende D 430 übergeht.